# Jérôme de La Mothe-Houdancourt
Jérôme de La Mothe-Houdancourt, né en 1618 et mort à Saint-Flour le 29 mai 1693, est un prélat français du XVIIe siècle, évêque de Saint-Flour. 

## Biographie
Il est le fils de Philippe, seigneur de la Mothe-Houdancourt, de Sacy et de Rucoin, et de sa troisième épouse Louise Charles de Plessis-Picquet. Il est le demi-frère du marquis d'Houdancourt, le frère de l'archevêque d'Auch Henri, de l'évêque de Mende (Daniel), et du duc de Cardone, maréchal de France.
Jérôme de la Mothe est évêque de Saint-Flour de 1664 à 1693.